# Helge Blombergsson

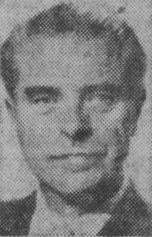
Helge Blombergsson

Helge Johan Blombergsson, född 22 juni 1910 i Gnarps församling, Gävleborgs län, död 7 juni 1960 i Västerleds församling, Stockholm, var en svensk arkitekt.
Blombergsson, som var son till landsfiskal Johan Adolf Blombergsson och Annie Söderholm, avlade studentexamen vid Söderhamns läroverk 1930 och arkitektexamen vid Kungliga Tekniska högskolan 1935. Han var arkitekt vid Svenska Mejeriernas Riksförenings arkitektkontor i Stockholm från 1935, på senare år som chef för arkitektkontoret. Tillsammans med Harry Syre Hall och Yngve Rosén skrev han Milk Plant Layout (FAO, 1963).